# أميلكار هينريكز
أميلكار هينريكز (بالإسبانية: Amílcar Henríquez)‏ هو لاعب كرة قدم بنمي في مركز الوسط، ولد في 2 أغسطس 1983 في مدينة بنما في بنما، وتوفي في 15 أبريل 2017 في كولون في بنما. شارك مع منتخب بنما لكرة القدم. أما مع النوادي، فقد لعب مع أتليتيكو هويلا وأمريكا دي كالي وإنديبندينتي ميديلين وريال قرطاجنة ونادي ديبورتيفو أراب يونيدو.

## وصلات خارجية
- أميلكار هينريكز على موقع قاعدة بيانات كرة القدم.إي يو (الإنجليزية)
- أميلكار هينريكز على موقع ناشيونال فوتبول تيمز (الإنجليزية)
- أميلكار هينريكز على موقع Soccerway.com (الإنجليزية)
- أميلكار هينريكز على موقع عالم كرة القدم.نت (الإنجليزية)
- أميلكار هينريكز على موقع AS.com (الإسبانية)